# Невељ (језеро)
Невељ или Невељско језеро (рус. Невель, Невельское) слатководно је језеро глацијалног порекла смештено у централном делу Невељског рејона на југу Псковске области, односно на западу европског дела Руске Федерације. Кроз језеро протиче река Јеменке притока Ловата, која га повезује са басеном реке Неве и Балтичким морем.
Акваторија језера обухвата површину од око 14,9 км², максимална дубина језера је до 4,5 метра, док је просечна око 1,6 метара. Ка језеру се одводњава територија површине око 441 км².
На северној обали језера лежи град Невељ.